# 罗甸叶蝉属
罗甸叶蝉属（学名：Luodianasca）为叶蝉科的一个属。

## 下属物种
本属包括以下物种：
- 弯茎罗甸叶蝉 Luodianasca recurvata Qin & Zhang, 2008